# San Lorenzo (Veracruz)
Pour les articles homonymes, voir San Lorenzo.

Localisation de San Lorenzo parmi les autres sites de la «zone métropolitaine olmèque».

San Lorenzo est un site archéologique olmèque de l'État de Veracruz au Mexique dans la municipalité de Texistepec. Il date de l'Époque préclassique mésoaméricaine. Vers -900, c'est la première ville de Mésoamérique et peut-être le plus ancien centre urbain de toutes les Amériques. 
Son nom olmèque est inconnu. Il constitue avec La Venta un des deux sites majeurs de cette civilisation mésoaméricaine.

## Histoire des fouilles
San Lorenzo a été découvert et fouillé par Matthew Stirling et Philip Drucker en 1945. Ils y découvrirent de nombreuses sculptures, parmi lesquelles cinq des fameuses têtes colossales. L'archéologue américain Michael D. Coe reprit les fouilles en 1964 et y consacra trois ans. Des analyses au carbone 14 permirent d'établir l'antiquité de San Lorenzo, antérieure à La Venta.    
C'est en 1960 que l'archéologue Alfonso Medellín Zenil avait découvert dans les montagnes de los Tuxtlas les carrières de basalte, d'où proviennent sans doute les sculptures.
Entre 1990 et 1996, le «Proyecto Arqueológico San Lorenzo Tenochtitlan» a permis de localiser de nombreuses autres sculptures. En mai 1994 fut découverte la dixième tête colossale du site. Les fouilles d'Ann Cyphers ont permis d'établir de nouvelles dates au radiocarbone (-1700).

## Le site

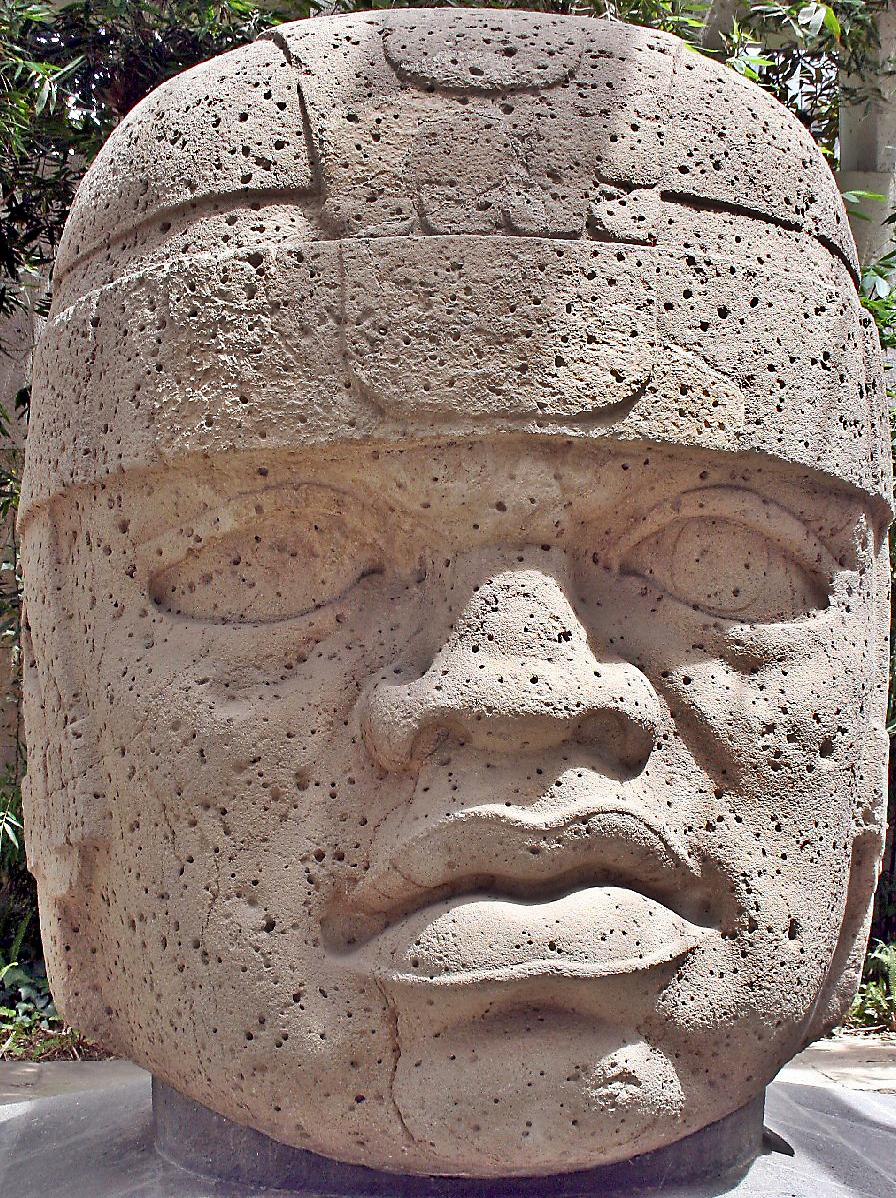
Tête colossale 6 de San Lorenzo

San Lorenzo constitue en fait un ensemble de trois sites : San Lorenzo proprement dit, Tenochtitlan et Potrero Nuevo. Le choix de ces sites a été dicté par des considérations d'ordre géographique: proximité d'un réseau fluvial favorable aux communications et au transport, ainsi que le souci d'occuper des lieux suffisamment élevés pour se mettre à l'abri des inondations saisonnières. Perché sur un plateau qui domine le bassin du Río Coatzacoalcos, à 60 km de la côte du golfe du Mexique, San Lorenzo proprement dit était un lieu de résidence des élites qui s'étendait sur 7 km2 ; le reste de la population vivait dans les villages agricoles alentour. Vers -1200, le site devait être une île.
L'histoire de San Lorenzo est divisée en plusieurs phases à partir du Préclassique ancien. Un village primitif occupe le site au cours de la phase Ojochí (1500 av. J.-C. - 1350 av. J.-C.), dont la poterie présente des similarités avec le site contemporain de El Manatí (Manati-A). La phase Bajío (1350 av. J.-C. - 1250 av. J.-C.) voit un accroissement de population et l'aménagement du plateau, une plate-forme artificielle longue de 1 200 mètres et large de quelque 600 mètres, aménagée sur une éminence naturelle. Ce plateau est creusé de ravins qui délimitent six crêtes. On croyait jadis qu'elles résultaient de l'érosion mais elles font partie de l'aménagement du site. On ne peut que conjecturer les raisons de cet aménagement, mais il indique certainement la présence d'une élite capable de mobiliser la main d'œuvre nécessaire à des travaux importants.    
Au cours de la phase Chicharras (1250 av. J.-C. - 1150 av. J.-C.) apparaissent les premières sculptures monumentales. Cette période voit une modification radicale des céramiques du site. La phase San Lorenzo (1150- av. J.-C. - 900 av. J.-C.) voit l'apogée du site, qui contrôle le bassin du Rio Coatzacoalcos. San Lorenzo atteint une superficie de 500 hectares et voit la construction de la plupart des monuments qui font sa célébrité.    
Il est difficile de s'imaginer à quoi ressemblait San Lorenzo à cette époque. Le site est parsemé d'étangs artificiels («lagunas»), qui sont l'objet d'une controverse entre les archéologues qui pensent qu'ils datent de l'époque olmèque et ceux qui estiment qu'ils sont modernes. Au moins dix têtes colossales et plusieurs trônes formaient des alignements rituels. On pense actuellement que les têtes colossales sont des représentations de souverains. Beaucoup de ces monuments sont concentrés dans la partie ouest du plateau. On y trouve une résidence royale appelée «Palais rouge» ainsi qu'un atelier de sculpteurs. On considérait jadis que les sculptures de San Lorenzo avaient été mutilées lors d'une révolte qui aurait mis fin à la dynastie locale. On pense maintenant plutôt que les Olmèques resculptaient d'anciens monuments. Le site comporte également un système de canaux souterrains faits de pierres en U soigneusement ajustées, avec une pente de 2 %.   
Michael D. Coe pensait jadis que le site avait été victime d'une catastrophe brutale vers 900 av. J.-C. et ses monuments mutilés et ensevelis en files. Le site aurait été détruit «soit par une invasion, soit par une révolution, soit par une combinaison des deux.». Dans la dernière édition de son ouvrage sur le Mexique ancien, il est beaucoup moins affirmatif et admet que les preuves à l'appui de cette théorie manquent. Pour Richard A. Diehl, on ne peut que conjecturer les causes de l'événement. Caterina Magni évoque la thèse avancée par Ann Cyphers selon laquelle l'activité tectonique dans la zone de Los Tuxtlas aurait pu avoir contribué au déclin du site.    
Quoi qu'il en soit, la phase San Lorenzo est suivie de la phase Nacaste (900 av. J.-C. - 700 av. J.-C.), qui n'a livré aucun monument et se distingue par un type de céramique différent. Après un hiatus, au cours de la phase Palanga (600 av. J.-C. - 400 av. J.-C.), San Lorenzo n'est plus que l'ombre de lui-même et n'occupe plus qu'une vingtaine d'hectares. Cette phase est contemporaine du grand centre de La Venta. Elle est marquée par la construction d'une série de tumuli. On ignore si San Lorenzo dépendait de La Venta à cette époque.